# Семейство Гигеи
Семейство Гигеи — группа тёмных углеродных астероидов главного пояса, принадлежащих к спектральным классам B и C. Семейство Гигеи, включающее в себя около 1 % всех астероидов главного пояса, было так названо в честь своего самого крупного представителя — тёмного углеродного астероида (10) Гигея. Имея примерно 400 км в диаметре, он сосредоточил в себе около 94-98 % от массы всего семейства, являясь четвёртым по размеру астероидом главного пояса. Соответственно другие астероиды этого семейства значительно уступают ему по размерам. Так, например, крупнейшие из них, астероиды (333) Бадения и (538) Фредерика, имеют в диаметре чуть более 70 км, в то время как все остальные астероиды не превышают и 30 км.

## Характеристики семейства

Расположение и структура семьи Гигея

Считается, что это семейство образовалось из-за катастрофического столкновения с Гигеей другого крупного астероида, в результате которого из Гигеи было выбито множество мелких фрагментов, которые затем и образовали данное семейство (Zappala 1995, Farinella 1996). Однако, два вышеупомянутых семидесятикилометровых астероида, из-за своих больших размеров несколько противоречат данному предположению: так, например, в семействе Весты, образовавшемуся по такому же сценарию, не ни одного астероида, за исключением самой Весты, превышающего в диаметре 10 км. Одним из вероятных объяснений этого противоречия может служить то, что, несмотря на схожие спектральные характеристики, эти астероиды на самом деле не входят в состав семейства Весты, а являются исключениями, поскольку сами по себе тёмные углеродные астероиды класса C весьма распространены среди астероидов главного пояса.
Интересен также тот факт, что семейство содержит значительное число объектов редкого спектрального класса B, крупнейшим из которых является, уже упоминавшийся ранее, астероид (538) Фредерика (Mothé-Diniz 2001). Кроме того есть некоторые признаки того, что семейство Гигеи образовалось довольно давно (Танга 1999).

## Расположение и размер
Посредством статистического анализа (Zappala 1995) было выявлено несколько «основных» групп, орбитальные элементы которых лежат примерно в следующих диапазонах.
|     | ap         | ep    | ip    |
| --- | ---------- | ----- | ----- |
| min | 3,06 а. е. | 0,109 | 4,2 ° |
| max | 3,22 а. е. | 0,163 | 5,8 ° |

Для данной астрономической эпохи диапазон орбитальных элементов для оскулирующих орбит основной массы астероидов приведён в следующей таблице.
|     | a          | e     | i     |
| --- | ---------- | ----- | ----- |
| min | 3,06 а. е. | 0,088 | 3,5 ° |
| max | 3,24 а. е. | 0,191 | 6,8 ° |

Численный анализ Zappala 1995 выявил около 103 основных членов данного семейства, но по данным последнего исследования (за 2005 год), охватившего 96944 астероида, численность этого семейства составляет никак не меньше 1043 астероидов, лежащих внутри области, определяемой таблицей выше.

## Исключения
В составе этого семейства было выявлено довольно большое количество астероидов, не входящих в него, но движущихся по сходным с его астероидами орбитам. Определить их удалось по большей части в результате спектральных исследований (Мот-Диниз 2001). Среди них такие астероиды как (100) Геката, (108) Гекуба, (1109) Тата, (1209) Пумма и (1599) Giomus.
Исключениями могут являться, как упоминалось выше, и некоторые углеродные астероиды типа Бандении и Фредерики, как в частности вследствие их больших размеров, так и из-за распространённости их спектрального класса среди астероидов.
Крупный астероид (52) Европа размером более 300 км, имеющая орбиту с под наклоном 6,37 °, располагающуюся примерно в той же области, так же когда то рассматривалась как возможный член семейства, но последующие исследования показали ошибочность этого предположения. Уточнение границ семейства, которое удалось достигнуть в последнее время, показало, что она лежит далеко за пределами этих границ.

## Список литературы
- В. Цаппала, Ph. Bendjoya, A. Cellino, P. Farinella and C. Froeschlé, Asteroid Families: Search of a 12,487-Asteroid Sample Using Two Different Clustering Techniques, Icarus, Volume 116, Issue 2 (August 1995), pages 291—314
- P. Farinella, D.R. Davia and F. Marzari, Asteroid Families, Old and Young, ASP Conference Series, Vol. 107, p. 45 (1996).
- T. Mothé-Diniz et al. Rotationally Resolved Spectra of 10 Hygiea and a Spectroscopic Study of the Hygiea Family, Icarus, Vol. 152, p. 117 (2001).
- P. Tanga et al. On the Size Distribution of Asteroid Families: The Role of Geometry, Icarus, Vol. 141, p. 65 (1999).

## Крупнейшие астероиды этого семейства
| Имя                  | Диаметр  | Большая полуось | Наклонение орбиты | Эксцентриситет орбиты | Год открытия |
| -------------------- | -------- | --------------- | ----------------- | --------------------- | ------------ |
| (10) Гигея           | 407,1 км | 2,195 а. е.     | 4,515 °           | 0,121                 | 1886         |
| (159) Эмилия         | 131 км   | 3,100 а. е.     | 6,128 °           | 0,111                 | 1876         |
| (333) Бадения        | 78 км    | 3,125 а. е.     | 3,794 °           | 0,168                 | 1892         |
| (538) Фредерика      | 72 км    | 3,164 а. е.     | 6,503 °           | 0,163                 | 1904         |
| (867) Ковация        | 24 км    | 3,062 а. е.     | 5,984 °           | 0,133                 | 1917         |
| (2436) Хатшепсут     | ?        | 3,173 км        | 4,082 °           | 0,109                 | 1960         |
| (2747) Чески Крумлов | 33 км    | 3,103 а. е.     | 5,821 °           | 0,124                 | 1980         |